# Ernst Curtius
Pour les articles homonymes, voir Curtius.
Ernst Curtius est un archéologue et historien classique allemand, né le 2 septembre 1814 à Lübeck et mort le 11 juillet 1896 à Berlin.

## Biographie

### Famille
Ernst Curtius est le fils du syndic de la ville de Lübeck Carl Georg Curtius (de) et de son épouse Dorothea Plessing. Il est le frère du philologue Georg Curtius et le grand-père du romaniste Ernst Robert Curtius.

### Parcours d'études et de recherches

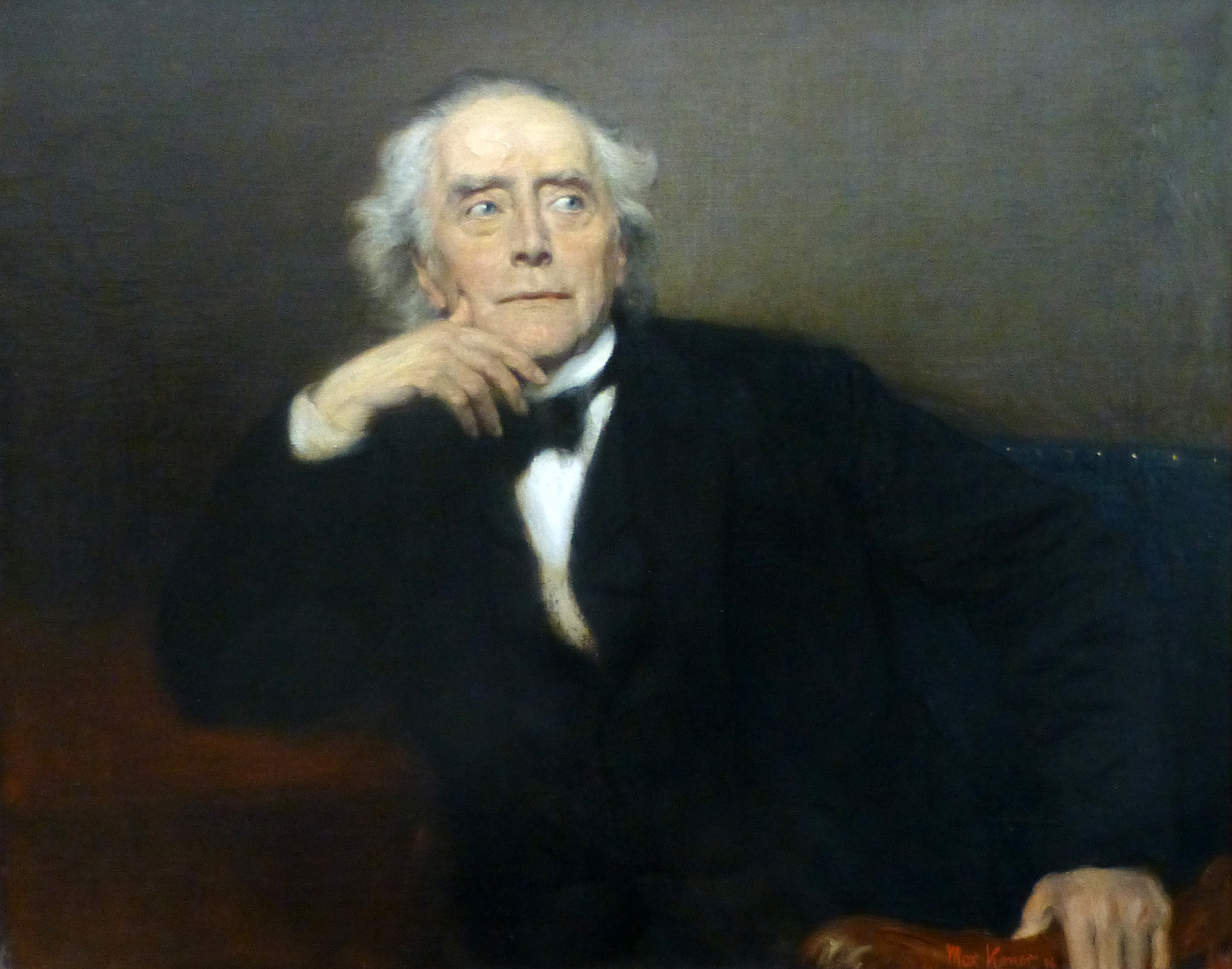
Portrait d'Ernst Curtius par Max Koner (Alte Nationalgalerie).

Ernst fait ses études secondaires au lycée Sainte-Catherine de Lübeck, où il se lie d'amitié avec l'écrivain Emanuel Geibel. Après son abitur, il s'inscrit à l'université de Bonn et étudie l'antiquité classique avec Friedrich Gottlieb Welcker et la philosophie avec Christian August Brandis. À l'automne 1834, il se rend à Göttingen auprès de Karl Otfried Müller, dont la culture en matière d'antiquité classique est pour lui d'une influence déterminante.
Il étudie, à partir de l'automne 1835, à l'université de Berlin auprès d'August Böckh, puis, en 1837, est engagé par Christian August Brandis, pour être précepteur de ses enfants à Athènes. Il peut ainsi faire connaissance de Ludwig Ross, Heinrich Nikolaus Ulrichs (de) et d'Eduard Gerhard.
Curtius met à profit cette position professionnelle pour voyager en Grèce et en Italie, notamment avec le géographe Carl Ritter puis à nouveau, en Grèce, en 1838, cette fois-ci en compagnie d'Emanuel Geibel, son ancien camarade de Lübeck, avec qui il s'essaie à la traduction des écrivains grecs classiques. Il visite ensuite le Péloponnèse, avec son professeur Müller, qui meurt au cours du voyage et dont il ramène le corps à Athènes, pour le faire enterrer sur le « Colonos Agoraios », près de l'Acropole.
Au début de l'année 1841, Ernst Curtius revient à Berlin pour soutenir sa thèse de doctorat, intitulée Commentatio de portubus Athenarum, dirigée par le professeur Moritz Hermann Meier, professeur de philologie à l'université de Halle. Il enseigne au Collège français de Berlin et au lycée de Joachimsthal, tout en commençant la rédaction des Anecdota Delphica, travaux portant sur les inscriptions delphiques, commencés avec Karl Otfried Müller. À l'automne 1844, il est nommé précepteur du futur empereur Frédéric III, tout en prenant un poste de professeur adjoint (außerordentliche Professor) à l'université de Berlin.

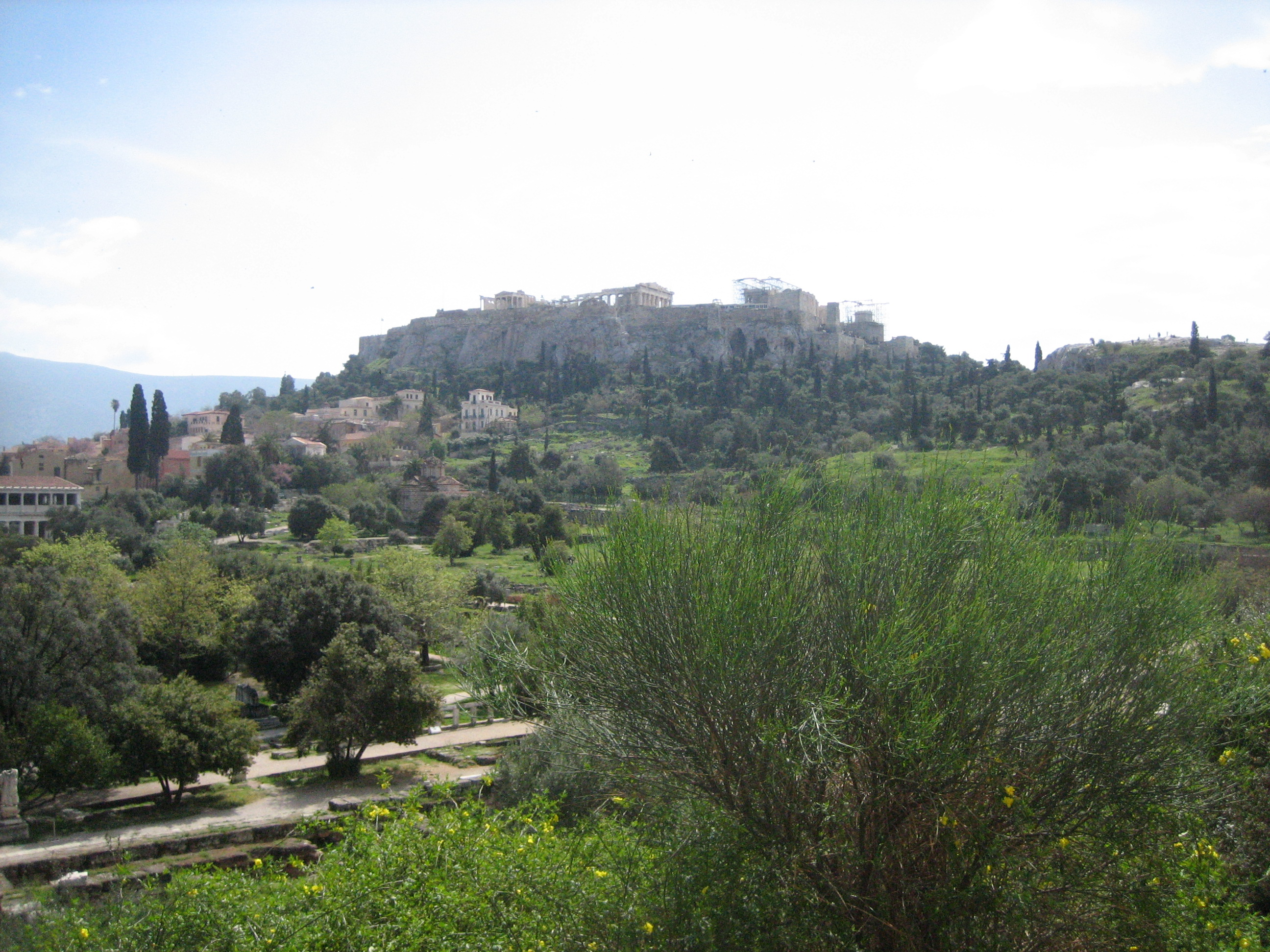
L'Acropole vue depuis le Colonos Agoraios.

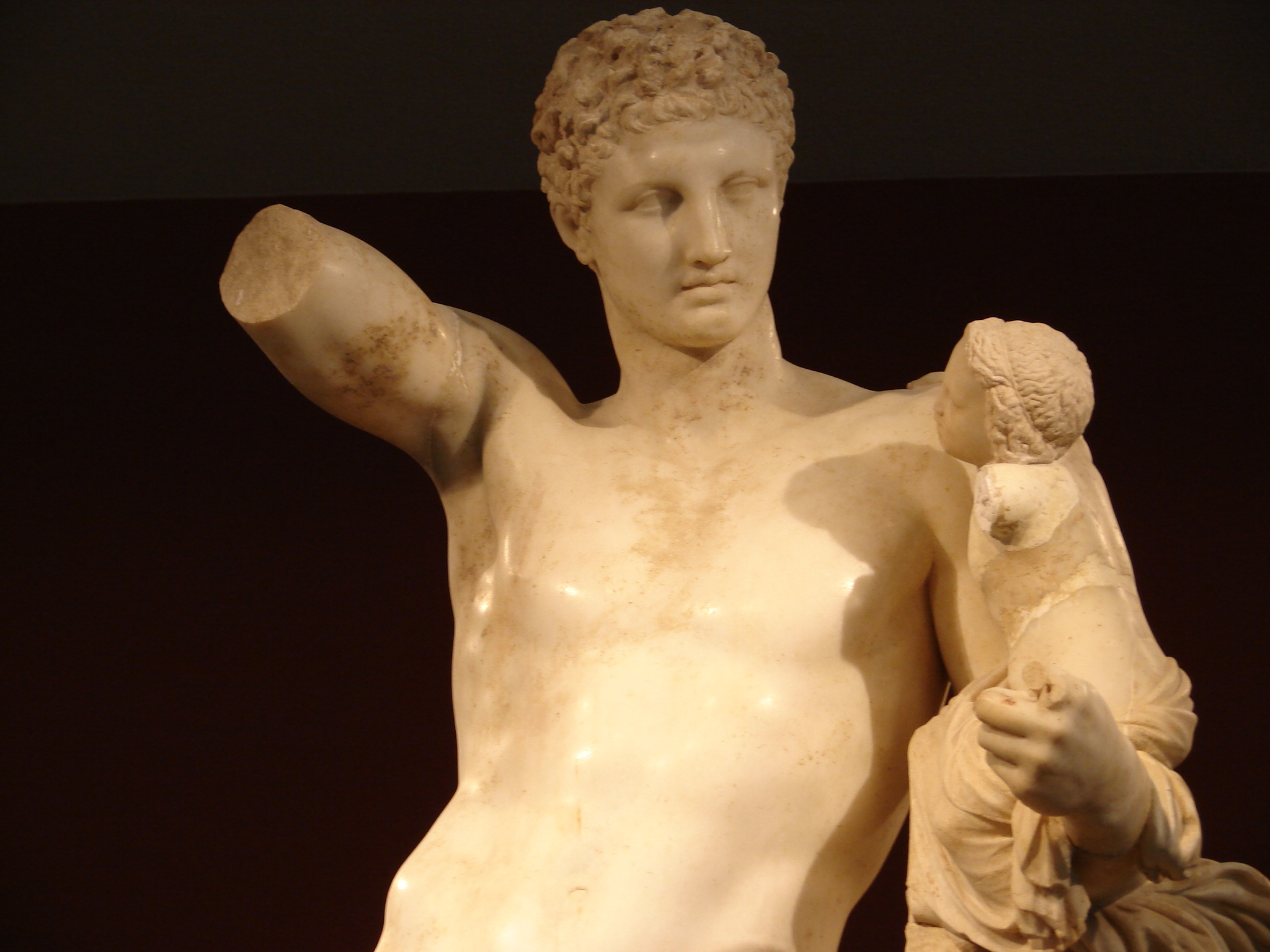
Hermès de Praxilète, musée d'Olympie (1877).

Le 10 janvier 1852, il prononce devant l'Assemblée nationale prussienne, qui siège alors dans le bâtiment de l'Académie de chant, « Olympia: ein Vortrag im wissenschaftlichen Verein zu Berlin », un discours sur Olympie devenu célèbre, qui rend possible ultérieurement les campagnes de fouilles archéologiques allemandes sur ce site, à partir de 1875.
En 1853, Ernst Curtius est nommé membre de l'Académie royale des sciences de Prusse à Berlin. En 1871, il est secrétaire de la section de philologie, poste qu'il occupe durant le reste de sa vie.
Il exerce comme professeur à l'université de Göttingen entre 1855 et 1867. En 1867, à la mort d'Eduard Gerhard, Ernst Curtius est désigné pour lui succéder à la chaire d'archéologie de l'université de Berlin. Parallèlement, il dirige l'Altes Museum de Berlin. À la fin de la guerre franco-prussienne de 1871, il prépare la conversion de l'Institut archéologique allemand d'établissement privé en un organisme de l'État prussien, en même temps qu'il obtient du Reichstag son accord pour fonder un institut archéologique allemand annexe à Athènes.

### Les fouilles d'Olympie
Ernst Curtius obtient en 1874 du gouvernement grec des droits de fouilles exclusifs pour l'Institut d'archéologie sur le site d'Olympie, ce qui permet à son équipe de conduire des fouilles à grande échelle. Ce fut sous sa direction que la plupart des monuments prestigieux d'Olympe sont fouillés, entre 1875 et 1881, et que sont mis au jour le temple d'Héra, le grand autel de Zeus, et le site du stade olympique. Une importante découverte est celle de la statue de l'Hermès de Praxitèle. Parmi les scientifiques qui l'accompagnent figurent les architectes Friedrich Adler et Wilhelm Dörpfeld. De ce travail résulte aussi la collaboration avec Johann August Kaupert. Ernst Curtius publie quatre volumes consacrés aux fouilles d'Olympe.

## Distinctions
- Pour le Mérite

## Publications
- Akropolis von Athen. Ein Vortrag, Berlin, 1844.
- Altertum und Gegenwart, Berlin, 1.1875 - 2.1882.
- Anecdota Delphica, Berlin, 1843.
- Atlas von Athen (avec Johann August Kaupert), Berlin, 1878.
- Ausgrabungen zu Olympia (avec Friedrich Adler), Berlin, 1.1877 - 3.1878.
- Beiträge zur Geschichte und Topographie Kleinasiens, Berlin, 1872.
- Ephesus, Berlin, 1874.
- Griechische Geschichte, Berlin, 1.1857 - 3.1861.
  - Von den Uranfängen bis zum Tode des Perikles - Gekürzte Ausg., Berlin, Deutsche Buch-Gemeinschaft [1936] ; Wien, Leipzig, Olten, Bernina-Verl. (1936).
  - Blüte und Verfall Griechenlands - Gekürzte Ausg., Wien, Leipzig, Olten, Bernina-Verl. (1936) ; Berlin, Deutsche Buchgemeinschaft (1936).
- Inscriptiones atticæ duodecim, Berlin, 1843.
- Ionier, Berlin, 1855.
- Klassische Studien (avec Emanuel Geibel), Bonn, 1840.
- Naxos, Berlin, 1846.
- Olympia, Berlin, 1852.
- Peloponnesos: eine historisch-geographische Beschreibung der Halbinsel, Gotha, 1.1851 - 2.1852.
- Sieben Karten zur Topographie von Athen nebst erläuterndem Text, Gotha, 1868.
- Über den religiösen Charakter der griechischen Münzen, Berlin, 1872.

## Pour approfondir